# Attilio Lombardo
Attilio Lombardo (Santa Maria la Fossa, 6 januari 1966) is een Italiaans voetbaltrainer en voormalig professioneel voetballer. In 2016 werd hij aangesteld als assistent-coach bij Torino.

## Spelerscarrière
Lombardo begon zijn carrière bij US Pergocrema en kwam via US Cremonese in 1989 bij UC Sampdoria terecht. Hij kwam in een team terecht met onder meer Gianluca Vialli, Roberto Mancini, Pietro Vierchowod, Ruud Gullit en Gianluca Pagliuca onder leiding van coach Vujadin Boškov. Hij won met Sampdoria de Serie A, tweemaal de Coppa Italia, eenmaal de Supercoppa en de Europacup II. Na zes jaar speelde hij bij Juventus FC, waarna hij nog periodes actief was namens Crystal Palace, SS Lazio en opnieuw Sampdoria.

## Trainerscarrière
Nadat hij gestopt was als actief voetballer, werd Lombardo trainer van de jeugd tot 2006. Hierna werd hij aangesteld als hoofdtrainer van FC Chiasso in Zwitserland, maar in mei 2007 nam hij al ontslag, vanwege een gebrek aan motivatie. In april 2008 werd hij aangetrokken door US Castelnuovo, waar hij één seizoen actief was, en later was hij coach van AC Legnano. In juli 2009 werd Lombardo hoofdcoach van Spezia Calcio, maar al na drie maanden vertrok hij weer. In juli 2010 werd Lombardo door zijn oud-teamgenoot bij Sampdoria Roberto Mancini bij de coachingstaf van Manchester City gehaald. Na het ontslag van Mancini op 13 mei 2013 vertrok Lombardo uit coulantie ook twee dagen later. In oktober van datzelfde jaar werd hij aangesteld door Galatasaray SK, de nieuwe club van Mancini. Na het ontslag van Mancini was hij nog even assistent van Cesare Prandelli, maar in de zomer van 2014 verliet hij Istanboel. In oktober van dat jaar werd de Italiaan aangesteld als assistent van landgenoot Roberto Di Matteo bij Schalke 04. Na het opstappen van Di Matteo in mei 2015 verliet ook Lombardo Gelsenkirchen. In 2016 werd hij aangesteld als de assistent van Siniša Mihajlović bij Torino.